# Nemophila menziesii
Nemophila menziesii (лат.) — однолетнее травянистое растение, вид рода Немофила (Nemophila) семейства Водолистниковые (Hydrophyllaceae), произрастает на западе Северной Америки.

## Описание

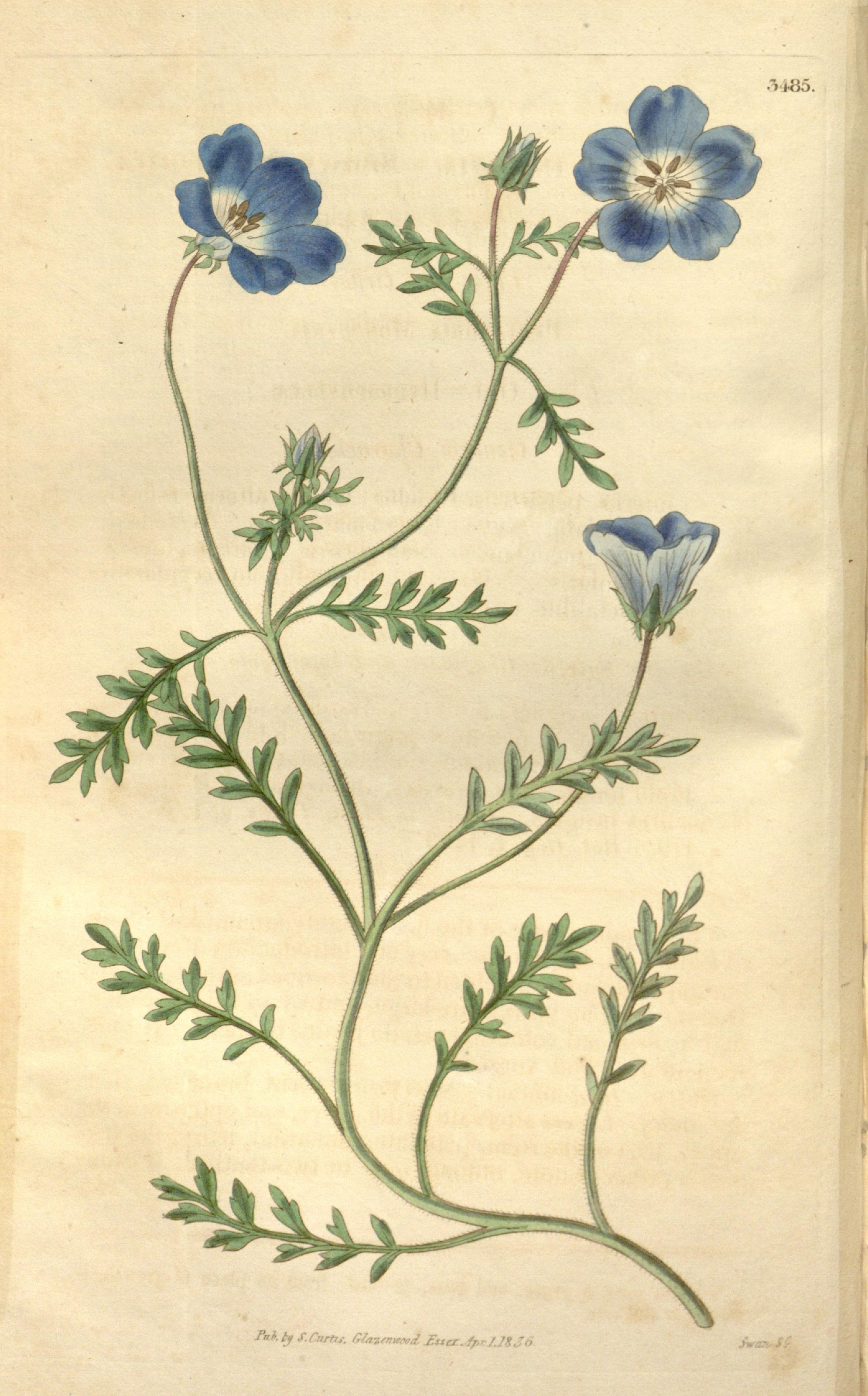
Иллюстрация 1836 года

Nemophila menziesii отличается изменчивой морфологией. Нижние листья черешковые лопастные длиной 10—50 мм с пятью-тринадцатью сегментами. Верхние листья более или менее сидячие. Цветок синий с белым центром или весь белый, обычно с голубыми прожилками и чёрными точками возле центра. Ширина цветка составляет 6—40 мм.
Вид включает три разновидности:
- Nemophila menziesii var. atomaria имеет белые цветки с чёрными точками, часто со слабым голубым оттенком или с голубыми прожилками в венчике. Растёт на прибрежных скалах и травянистых склонах в Орегоне, в северо-западной и на центральном побережье Калифорнии и в области залива Сан-Франциско.
- Nemophila menziesii var. integrifolia имеет синие цветки, с чёрными точками в центре и тёмно-синими жилками. Встречается на пастбищах, в каньонах, лесах и на склонах на центральном побережье, южных прибрежных горах и в юго-западной Калифорнии, к востоку от Сьерра-Невады, в пустыне Мохаве и в Нижней Калифорнии.
- Nemophila menziesii var. menziesii имеет ярко-синие цветки с белым центром, которые обычно усеяны черными точками. Встречается по всей Калифорнии, на лугах, чапарале, лесистых местностях, склонах и пустынях не выше 1600 м над уровнем моря.

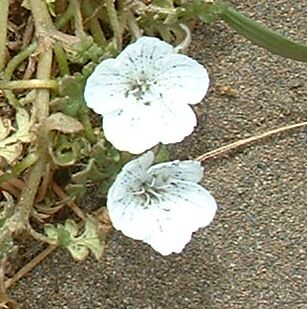
Nemophila menziesii atomaria
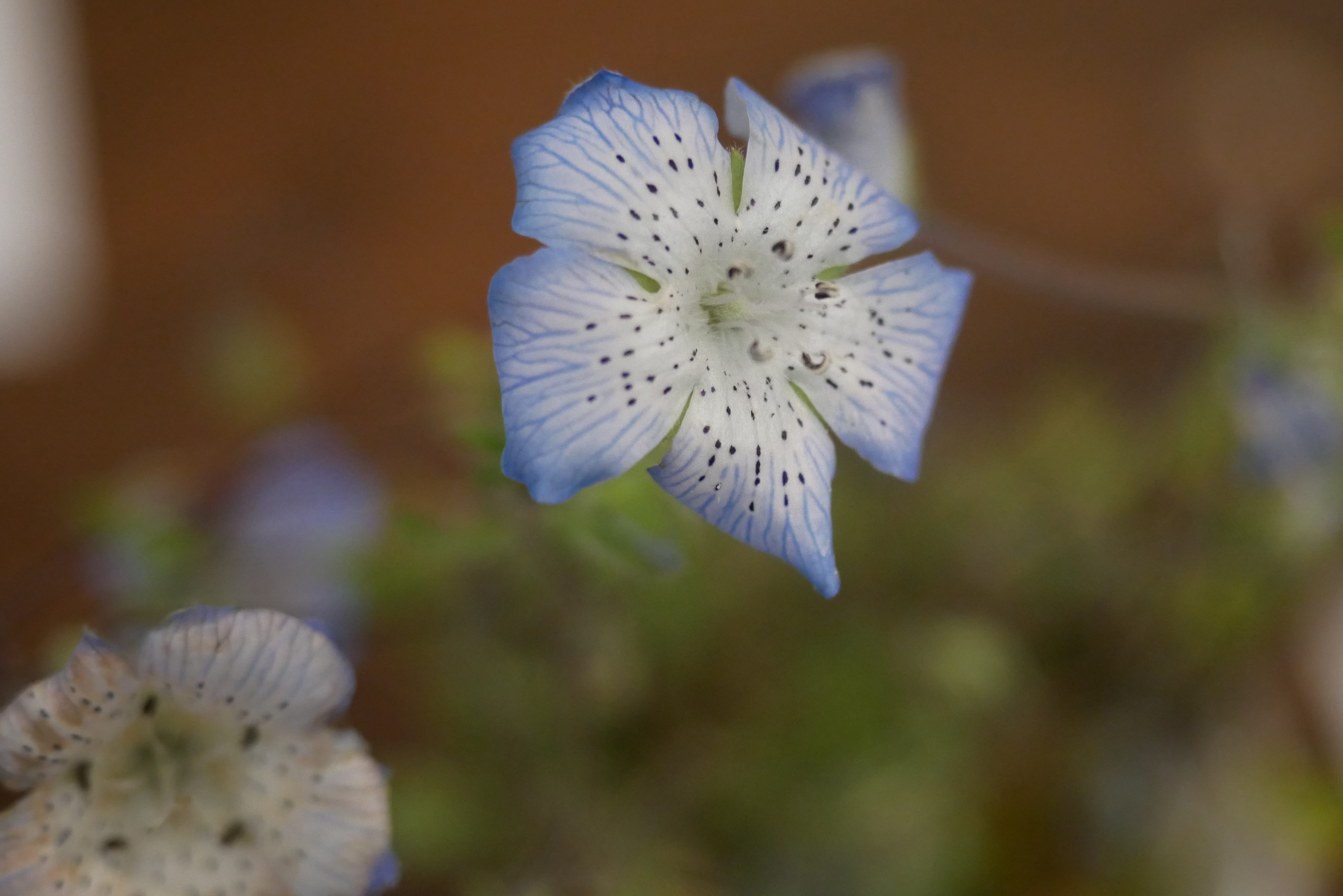
Nemophila menziesii integrifolia
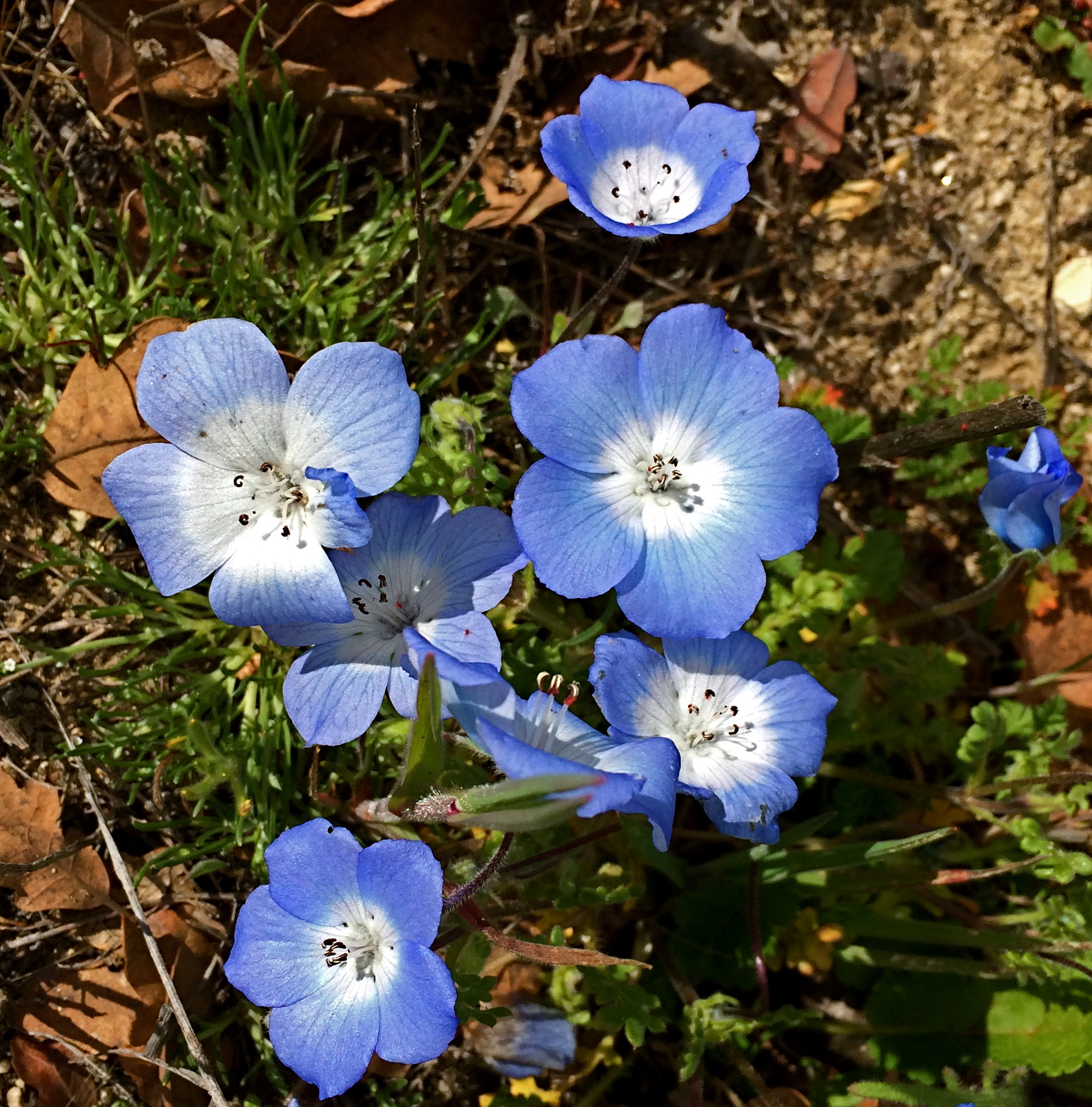
Nemophila menziesii menziesii

## Распространение и местообитание
Nemophila menziesii произрастает на западе Северной Америки, ареал включает Нижнюю Калифорнию в Мексике и Калифорнию и Орегон в США.
Растёт практически по всей Калифорнии на высотах от уровня моря до почти 2000 м над уровнем моря. Встречается во многих типах мест обитания, включая чапараль, долинные луга и горные районы.

## Культивирование
Выращивается как декоративное растение в различных типах природных садов. Иногда вид можно найти за пределами его естественного ареала в качестве интродуцированного вида, например на Аляске.